# 赞德尔·柏加兹
贊德爾·柏加茲（Xander Bogaerts、1992年10月1日—），是荷屬阿魯巴的棒球運動員之一，守備位置為游擊手，曾效力於美國職棒波士頓紅襪隊，目前效力於聖地牙哥教士隊。

## 職業生涯
2009年，以41萬美元的簽約金加盟紅襪隊，並於2010年六月首次於小聯盟出賽，2011年，代表荷蘭隊出戰世界盃棒球賽，最終拿下冠軍。
2012年，入選未來之星明星賽，2013年，不但被MLB評為百大新秀第20名，更入選2013年世界棒球經典賽荷蘭代表隊，同年8月20日升上大聯盟，在球隊打進季後賽的關鍵時刻屢屢建功，最後幫助紅襪隊拿下世界大賽冠軍。
2014年，和紅襪隊續約，他也將背號改為2號，以致敬即將在該年退休的紐約洋基隊游擊手德瑞克·基特，並在該年起成為紅襪隊的主戰游擊手，2016年更創下連續26場比賽都有安打的紀錄，並再度入選2017年世界棒球經典賽荷蘭代表隊，不過在2017年的7月6日因為觸身球打到右手掌而影響打擊表現，於7月18日放到觀察名單。
2018年，4月份就打出兩支滿貫砲，而整隊在5月前轟出6支滿貫砲也追平1996年蒙特婁博覽會隊的紀錄，且該年紅襪隊再度拿下世界大賽冠軍，而Bogaerts也成為唯一一位參加過2013年世界大賽和2018年世界大賽的紅襪隊球員。
2019年，和球隊達成一份一年1,200萬美金的合約，避免遭到薪資仲裁，季末獲選為MLB最佳陣容第一隊的游擊手。
2021年，入選明星賽，但在8月31日確診COVID-19，因此缺陣了一段時間，直到9月10日才歸隊，在季後賽中出賽了11場比賽，46個打數中擊出12支安打，打擊率0.261，11月11日獲選游擊手銀棒獎，也是自2019年後再度獲獎。
2022年，季初紅襪隊未與Bogaerts簽下下一年度的延長合約，這也使他這個賽季結束後即將成為自由球員，而他也在這個拚下一張大合約的關鍵賽季，再度入選明星賽以及獲選游擊手銀棒獎，賽季的成績為出賽150場比賽，擊出171支安打及15支全壘打，打擊率0.307，並於12月8日和聖地牙哥教士隊簽下11年共2.8億美元的超級大合約，順利轉隊，未來將會成為教士隊的主力游擊手。
2023年，於3月入選經典賽。4月30日，在墨西哥城舉辦的MLB海外賽中擊出全壘打，由於他曾在2019年MLB倫敦系列賽中擊出過全壘打，因此他也成為史上首位在4個不同國家（美國、加拿大、英國和墨西哥）都擊出過全壘打的球員

## 生涯成績
| 年度 | 球隊         | 出賽  | 打數  | 安打  | 全壘打 | 打點 | 盜壘 | 四壞 | 三振  | 壘打數 | 雙殺打 | 打擊率 | 上壘率 | 長打率 | OPS   |
| ---- | ------------ | ----- | ----- | ----- | ------ | ---- | ---- | ---- | ----- | ------ | ------ | ------ | ------ | ------ | ----- |
| 2013 | 波士頓紅襪   | 18    | 44    | 11    | 1      | 5    | 1    | 5    | 13    | 16     | 1      | 0.250  | 0.320  | 0.364  | 0.684 |
| 2014 | 波士頓紅襪   | 144   | 538   | 129   | 12     | 46   | 2    | 39   | 138   | 195    | 11     | 0.240  | 0.297  | 0.362  | 0.659 |
| 2015 | 波士頓紅襪   | 156   | 613   | 196   | 7      | 81   | 10   | 32   | 101   | 258    | 16     | 0.320  | 0.355  | 0.421  | 0.776 |
| 2016 | 波士頓紅襪   | 157   | 652   | 192   | 21     | 89   | 13   | 58   | 123   | 291    | 14     | 0.294  | 0.356  | 0.446  | 0.802 |
| 2017 | 波士頓紅襪   | 148   | 571   | 156   | 10     | 62   | 15   | 56   | 116   | 230    | 17     | 0.273  | 0.343  | 0.403  | 0.746 |
| 2018 | 波士頓紅襪   | 136   | 513   | 148   | 23     | 103  | 8    | 55   | 102   | 268    | 14     | 0.288  | 0.360  | 0.522  | 0.882 |
| 2019 | 波士頓紅襪   | 155   | 614   | 190   | 33     | 117  | 4    | 76   | 122   | 341    | 11     | 0.309  | 0.384  | 0.555  | 0.939 |
| 2020 | 波士頓紅襪   | 56    | 203   | 61    | 11     | 28   | 8    | 21   | 41    | 102    | 3      | 0.300  | 0.364  | 0.502  | 0.866 |
| 2021 | 波士頓紅襪   | 144   | 529   | 156   | 23     | 79   | 5    | 62   | 113   | 261    | 13     | 0.295  | 0.370  | 0.493  | 0.863 |
| 2022 | 波士頓紅襪   | 150   | 557   | 171   | 15     | 73   | 8    | 57   | 118   | 254    | 14     | 0.307  | 0.377  | 0.456  | 0.833 |
| 2023 | 聖地牙哥教士 | 155   | 596   | 170   | 19     | 58   | 19   | 56   | 110   | 262    | 21     | 0.285  | 0.350  | 0.440  | 0.790 |
| 總計 | 11年         | 1,419 | 5,430 | 1,580 | 175    | 741  | 93   | 517  | 1,097 | 2,478  | 135    | 0.291  | 0.355  | 0.456  | 0.812 |

## 特殊事蹟
- 2013年9月7日，對洋基隊擊出生涯第一支全壘打。
- 2013年10月17日，在美聯冠軍賽頂替Will Middlebrooks先發，以21歲又246天的年齡記錄超越Babe Ruth成為隊史最年輕季後賽先發球員。
- 2013年，美國職棒世界大賽紅襪代表冠軍隊，為世界大賽史上最年輕擊出三壘安打的球員。
- 2023年，世界棒球經典賽荷蘭代表隊成員

## 外部連結
- 赞德尔·柏加兹在台灣棒球維基館上的頁面（繁體中文）
- 球員資訊和成績在MLB ，ESPN ，Retrosheet ，Baseball Reference ，Baseball Reference (Minors) ，Fangraphs ，The Baseball Cube （英文）